# Udo Bullmann
Udo Bullmann (Gießen, 8 giugno 1956) è un politico tedesco membro del Partito Socialdemocratico di Germania, è europarlamentare dal 1999.

## Biografia

### Carriera accademica
Nato in Assia nel 1956, Bullmann si è laureato in scienze politiche nel 1982 all'Università di Gießen. Nel 1988, ha conseguito un dottorato in scienze sociali. Dal 1989 al 1996, ha lavorato come assistente nell'Università di Gießen. Dal 1994 al 1998, è stato ricercatore all'Università di Strathclyde a Glasgow.

### Carriera politica

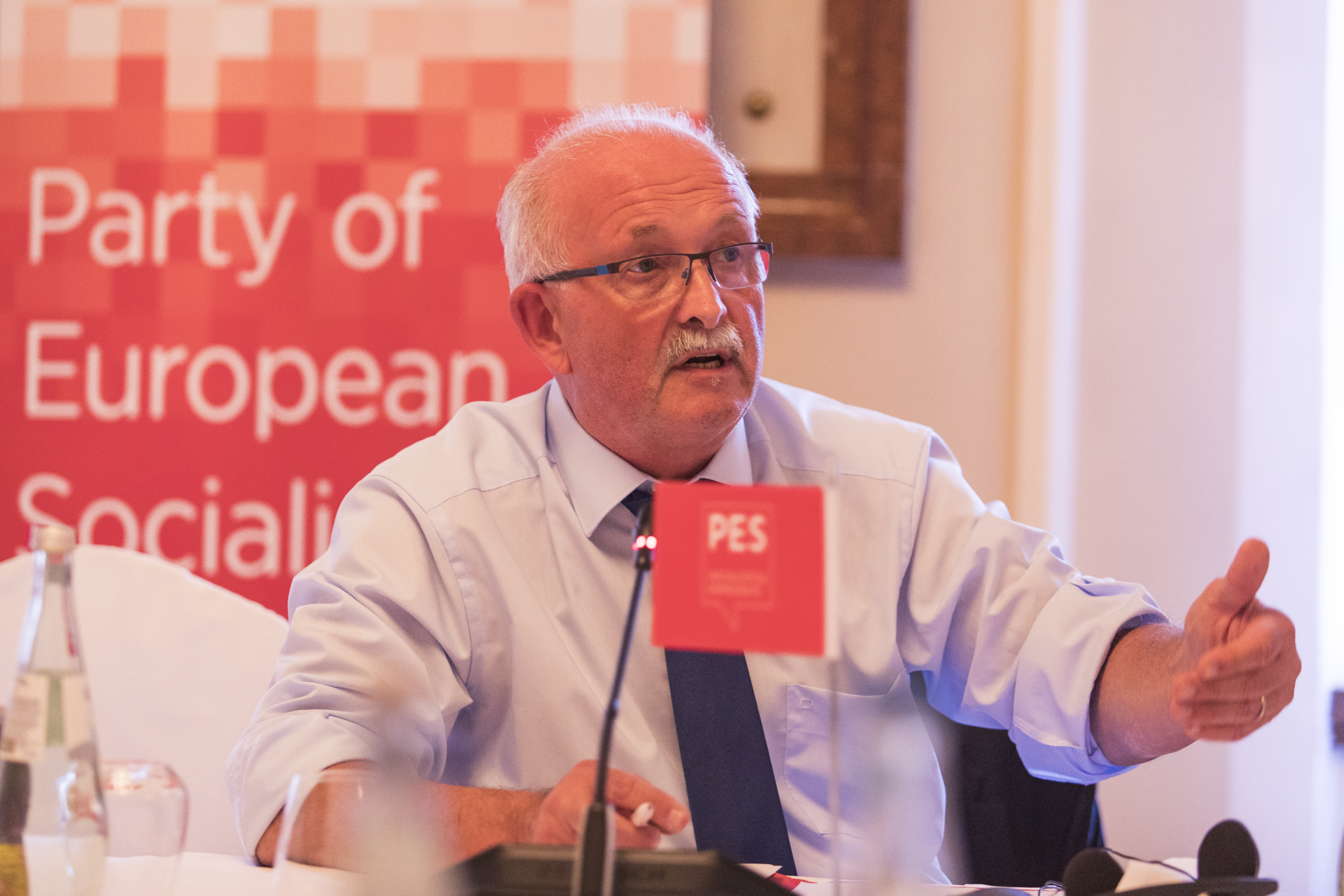
Udo Bullmann alla riunione preparatoria del PSE in vista del Consiglio informale dell'UE di Salisburgo.

Bullmann è entrato nel Partito Socialdemocratico di Germania nel 1979. Inizialmente, ha fatto parte dei Giovani Socialisti, di cui è stato presidente nella sezione dell'Assia.
Nel 1999, è eletto al Parlamento europeo ed è stato capogruppo del suo partito nazionale a partire dal maggio 2003. Nell'Europarlamento si è occupato soprattutto di economia come la strategia di Lisbona. Fa parte della Commissione dell'Economia e degli Affari Monetari ed è stato anche membro alternativo della Commissione del Lavoro e degli Affari Sociali.
Nel marzo 2018, è diventato capogruppo dell'Alleanza Progressista dei Socialisti e dei Democratici riuscendo a battere la sua collega belga Kathleen Van Brempt. Bullmann ha deciso deciso di rinunciare a questo ruolo a causa della pessima prestazione del suo partito alle elezioni europee del 2019, lasciando il posto a Iratxe García Pérez.
Dopo le elezioni tedesche del 2013, Bullmann ha fatto parte della delegazione socialdemocratica per la formazione di un nuovo governo guidato dalla cancelliera Angela Merkel.